# Maxime Plennevaux
Maxime Plennevaux, né le 14 juin 1993, est un joueur de hockey sur gazon international belge évoluant au poste de buteur au Royal Léopold Club.

## Carrière
Première sélection avec l'équipe nationale en 2014.
Avec l'Équipe de Belgique de hockey sur gazon, il est médaillé d'argent en Ligue professionnelle en 2019, son premier tournoi majeur.